# Dreamland (album des Yellowjackets)
Pour les articles homonymes, voir Dreamland.
 (janvier 2018).
Albums de Yellowjackets
Run for Your Life
(1994) Blue Hats
(1997)
Dreamland est le douzième album, publié le 8 août 1995, par le quartet de jazz fusion américain Yellowjackets, sur le label Warner Bros. Records et enregistré aux O'Henry Sound Studios (en) de Burbank (Californie).
L'album atteint la 18e place du classement Billboard Jazz Albums.

## Liste des titres
| 1.    | The Chosen                 | Russell Ferrante, Jimmy Haslip    | 4:59 |
| 2.    | Blacktop                   | Ferrante, Haslip, Bob Mintzer     | 5:03 |
| 3.    | Summer Song                | Ferrante, Haslip                  | 6:38 |
| 4.    | Small Town                 | Ferrante, Haslip                  | 6:33 |
| 5.    | A Walk in the Park         | Mintzer                           | 5:23 |
| 6.    | Turn in Time               | Ferrante, Haslip                  | 5:07 |
| 7.    | Father Time                | Mintzer                           | 4:46 |
| 8.    | New Lullaby (For Gabriela) | Haslip, Ferrante                  | 4:32 |
| 9.    | Dreamland                  | William Kennedy, Haslip, Ferrante | 5:46 |
| 10.   | Take My Hand               | Kennedy, Ferrante                 | 4:31 |
| 53:18 |                            |                                   |      |

## Crédits
| - Russell Ferrante : claviers - Jimmy Haslip : basse, chant - Bob Mintzer : saxophone soprano, saxophone ténor, clarinette basse, EWI - William Kennedy : batterie, percussions | - Production : Yellowjackets - Mastering : Greg Calbi - Ingénierie (additionnel) : Rich Breen, William Kennedy - Ingénierie (assistant) : Brett Swain, Jeff Shannon, Richard Landers - Enregistrement : Malcolm Pollack - Enregistrement (additionnel) : Rich Breen - Programmation (additionnel) : John Lehmkuhl - Direction artistique, design : Kim Biggs - Photographie : Caroline Greyshock - Illustration : Lynn Green Root |